# Captage du dioxyde de carbone dans l'air
Cet article traite du captage du CO2 déjà présent dans l'atmosphère. Pour les techniques de captage du CO2 à la source et de son stockage (CCS), voir Captage et stockage du dioxyde de carbone.
La captage du dioxyde de carbone dans l'air ou captage direct du dioxyde de carbone, en anglais : direct air capture (DAC), est l'extraction du dioxyde de carbone (CO2) présent dans l'air ambiant. 
Cette technologie est à distinguer du captage à la source des émissions industrielles (en anglais : carbon capture and storage, CCS), où les concentrations de CO2 sont bien plus élevées et le besoin en énergie plus faible.

## Utilisation
Le CO2 obtenu peut être stocké dans le sous-sol, et on parle alors de direct air capture and storage (DACCS), une méthode d'élimination du dioxyde de carbone atmosphérique, ou être utilisé dans des procédés industriels comme la fabrication d'e-carburants.
Dans le troisième volet du sixième rapport d'évaluation du GIEC, paru en avril 2022, le GIEC estime que le recours à l'élimination du dioxyde de carbone atmosphérique (émissions négatives) est nécessaire pour compenser les émissions résiduelles et ainsi atteindre la neutralité carbone,.

## Caractéristiques
Le dioxyde de carbone peut être extrait de l'atmosphère soit par un solvant liquide soit un absorbant solide, dont il est ensuite libéré par chauffage.
Le CO2 obtenu par DAC coûte en 2020 quatre à six fois plus cher que lorsqu'il est capté par des méthodes classiques.

## Installations de captage

### Usines en fonctionnement
En 2022, la plupart des 19 installations en place sont des prototypes ou des démonstrateurs, avec une capacité limitée de 8 000 tonnes de CO2 par an, soit l'équivalent de sept secondes d'émissions liées à la production d'énergie. La seule installation de nature industrielle, Orca (Islande), a été mise en service en septembre 2021. Elle est gérée par un partenariat entre les start-up suisse et islandaise Climeworks et Carbfix. Sa capacité est de 4 000 tonnes de CO2 par an, lequel est stocké dans une mine de basalte à 1 kilomètre de profondeur.

### Usines en projet
Le gouvernement américain lance en 2022 un plan de 3,5 milliards de dollars pour quatre grands programmes de capture du CO2 dans l'atmosphère. Les deux premiers de ces projets, situés au Texas et en Louisiane, visent à éliminer chacun un million de tonnes de CO2 par an, soit 250 fois plus qu'Orca, le plus gros site de captage actuellement en fonctionnement. Le projet de Louisiane sera mené par Climeworks. Selon l'Agence internationale de l'énergie, 27 sites de captage de carbone dans l'atmosphère de petite taille sont en service en 2023 dans le monde, et 130 projets seraient en cours de développement.

## Procédé en développement
Le procédé Electro-Swing-Absorption (ESA) est basé sur une batterie électrochimique utilisant comme matériau d’électrode le polyanthraquinone, un polymère capable de fixer le CO2 au cours de la charge. Lors de la décharge, la batterie libère le CO2 tout en fournissant un courant électrique. Encore au stade de la recherche, ce procédé à grande échelle aurait un coût de 50 à 100 $ par tonne de CO2.

## Intérets et critiques
Par rapport au captage et stockage du dioxyde de carbone, le principe est beaucoup plus coûteux. En effet, « l’investissement dans le captage du dioxyde de carbone est estimé entre 50  et   180 € par tonne de CO2 capté. Il peut monter jusqu’à 1 000 € dans le cas des systèmes de capture direct dans l’air (DACCS). » Ce coût est à comparer aux 80 € que coûtait le quota d’émission d'une tonne de CO2 en fin 2022.
Au-delà de l'investissement initial, la consommation énergétique d'un tel système s'avère très importante. Pour le conférencier français Jean-Marc Jancovici, l'idée est plus un prétexte pour consommer l'argent public, qu'une solution économiquement réaliste :

« Réaliser la capture et la séquestration du CO2 peut technologiquement fonctionner. Néanmoins, récupérer le CO2 une fois qu'il est dans l'air avec des modes technologiques me semble être digne de la série « Les Shadoks ». Une fois qu'une molécule chimiquement inerte, comme le CO2, est diluée à 0,04 % dans un milieu aussi peu dense que l'air, récupérer le CO2 représente une dépense énergétique tellement considérable que vous ne pourrez jamais le déployer à l'échelle.
J'ai fait un petit calcul d'ordre de grandeur à partir de l'aspirateur à CO2 islandais qui a été très médiatisé. Si nous voulions capter, avec ce genre de dispositif de direct air capture (DAC), la totalité de nos émissions annuelles, il faudrait y consacrer la totalité de l'électricité annuelle et la totalité du pétrole consommé dans le monde tous les ans. L'énergie ne servirait donc qu'à récupérer le CO2 émis dans l'air à cause de l'énergie. Je ne suis pas complètement persuadé qu'il faille nous précipiter vers ce type de dispositif. Aujourd'hui, comme l'argent coule à flots partout en raison de la création monétaire, quelques fonds investissent dans ce genre de projets, qui ne serviront à peu près à rien pour changer le destin du monde »

— Jean-Marc Jancovici, Intervention à la Commission d'enquête visant à établir les raisons de la perte de souveraineté et d'indépendance énergétique de la france